# Kevin Kurányi
Kevin Kurányi (* 2. března 1982 Rio de Janeiro, Brazílie) je německý fotbalový útočník klubu 1899 Hoffenheim a bývalý německý reprezentant. Disponuje německým i brazilským občanstvím. Mimo Německo působil na klubové úrovni v Rusku.
Narodil se panamské matce a otci s německo-maďarským původem.

## Klubová kariéra
Svůj bundesligový debut si odbyl roku 2001 za VfB Stuttgart a ihned ukázal svou schopnost střílet branky – v 32 zápasech jich vstřelil 15. Po pěti letech ve Stuttgartu odešel do FC Schalke 04, kde vydržel rovněž pět let.
V roce 2010 neodolal nabídce moskevského Dynama a stal se součástí tohoto ruského mužstva. S Dynamem Moskva uzavřel kontrakt do roku 2013. Působiště změnil opět po pěti letech, z Dynama Moskva se vrátil do německé Bundesligy, v červenci 2015 podepsal jednoletý kontrakt s klubem 1899 Hoffenheim.

## Reprezentační kariéra
Kurányi reprezentoval Německo v mládežnické kategorii U21.
V A-týmu německé reprezentace debutoval 29. 3. 2003 v kvalifikačním utkání v Norimberku proti týmu Litvy (remíza 1:1).
Poprvé na velkém šampionátu se objevil v roce 2004, na mistrovství Evropy v Portugalsku, kde Němci překvapivě zklamali. Druhou šanci zahrát si na velkém turnaji obdržel na dalším evropském šampionátu roku 2008, tentokráte jej hostili Rakousko se Švýcarskem. Mezi těmito si zahrál také na konfederačním poháru FIFA v roce 2005. Protože měl své spory s trenérem Joachimem Löwem, odehrál za Německo prozatím poslední zápas v roce 2008. Z kádru tak byl vyřazen podruhé před mistrovství světa, v roce 2006 tak učinil Jürgen Klinsmann.
Celkem odehrál v letech 2003–2008 za německý národní tým 52 zápasů a nastřílel 19 branek.

## Úspěchy
FC Schalke 04
- Bundesliga
  - 2. místo (2009/10)
  - 3. místo (2008/09)
- DFB-Ligapokal
  - 1. místo (2005)
  - 2. místo (2007)

VfB Stuttgart
- Bundesliga
  - 2. místo (2002/03, 2006/07)

Německo
- Mistrovství Evropy
  - 2. místo (2008)
- Konfederační pohár FIFA
  - 3. místo (2005)

## Osobní život
Kevin Kurányi je ženatý.[zdroj?]